# Rôcou
Rocourt (en való Rôcou) és un antic municipi de Bèlgica que a l'1 de gener de 1977 va fusionar-se amb Lieja. Es troba a l'altiplà d'Haspengouw.

## Història
El nom històric való de Rôcou va afrancesar-se en Rocoux o Roucoux després de la batalla de Rocourt el 1746 entre els exèrcits francesos i austríacs i s'utilitza en moltes publicacions anglosaxones històriques. El poble rural va industrialitzar-se vers la fi del segle xix per la creació de la mina de carbó Société anonyme des Charbonnages d'Ans et de Rocour.

## Economia
La mina va tancar-se el 30 de juny de 1966 després de dos anys de pèrdues. Per la presència de la casa de maternitat de Sant Vicenç és un lloc conegut per a molta gent de Lieja que van donar-hi a llum. En l'actualitat el poble ha evolucionat vers un barri-dormitori per a Lieja i Brussel·les amb uns centres comercials intercanviables sense altra atractivitat que els pàrquings immensos. Des de 1921 fins a 1995 s'hi trobava l'estadi del club de fútbol Royal Football Club de Liège. Després de quasi vint anys d'absència de domicili fix, el club té un projecte de tornar cap a Rocourt.

## Monuments i curiositats

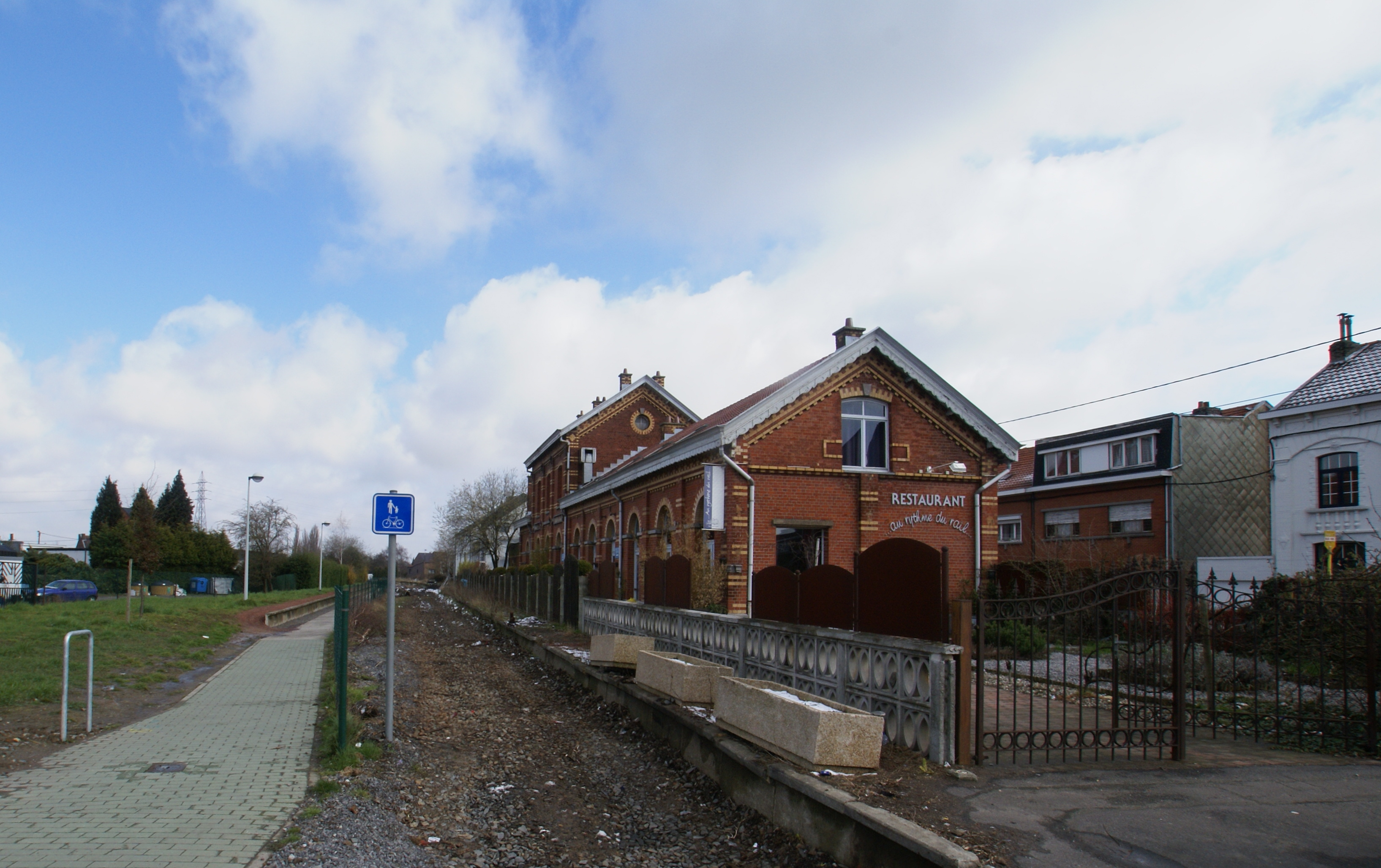
Antiga estació a la Línia 31
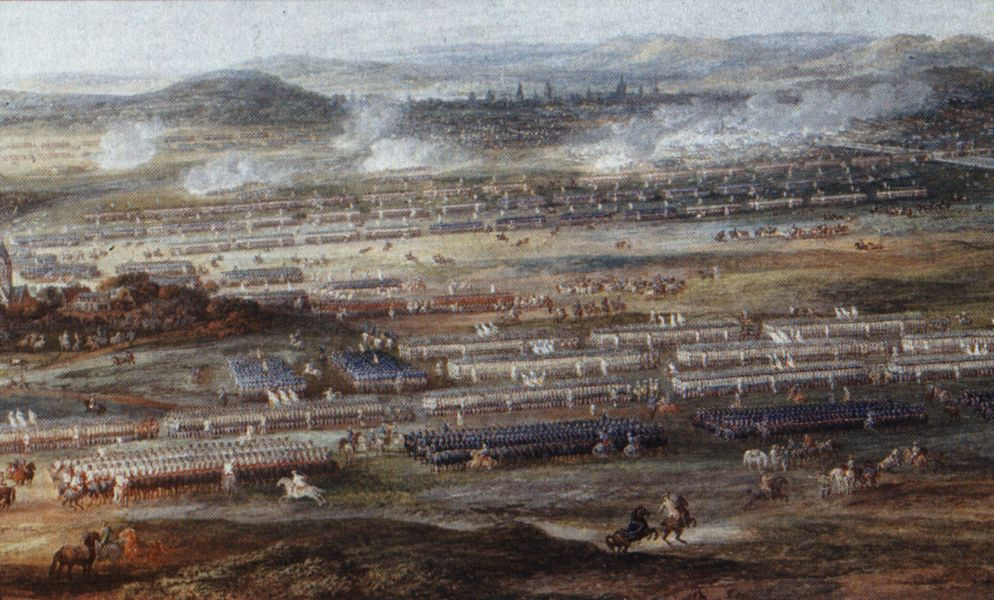
Batalla de Rocourt
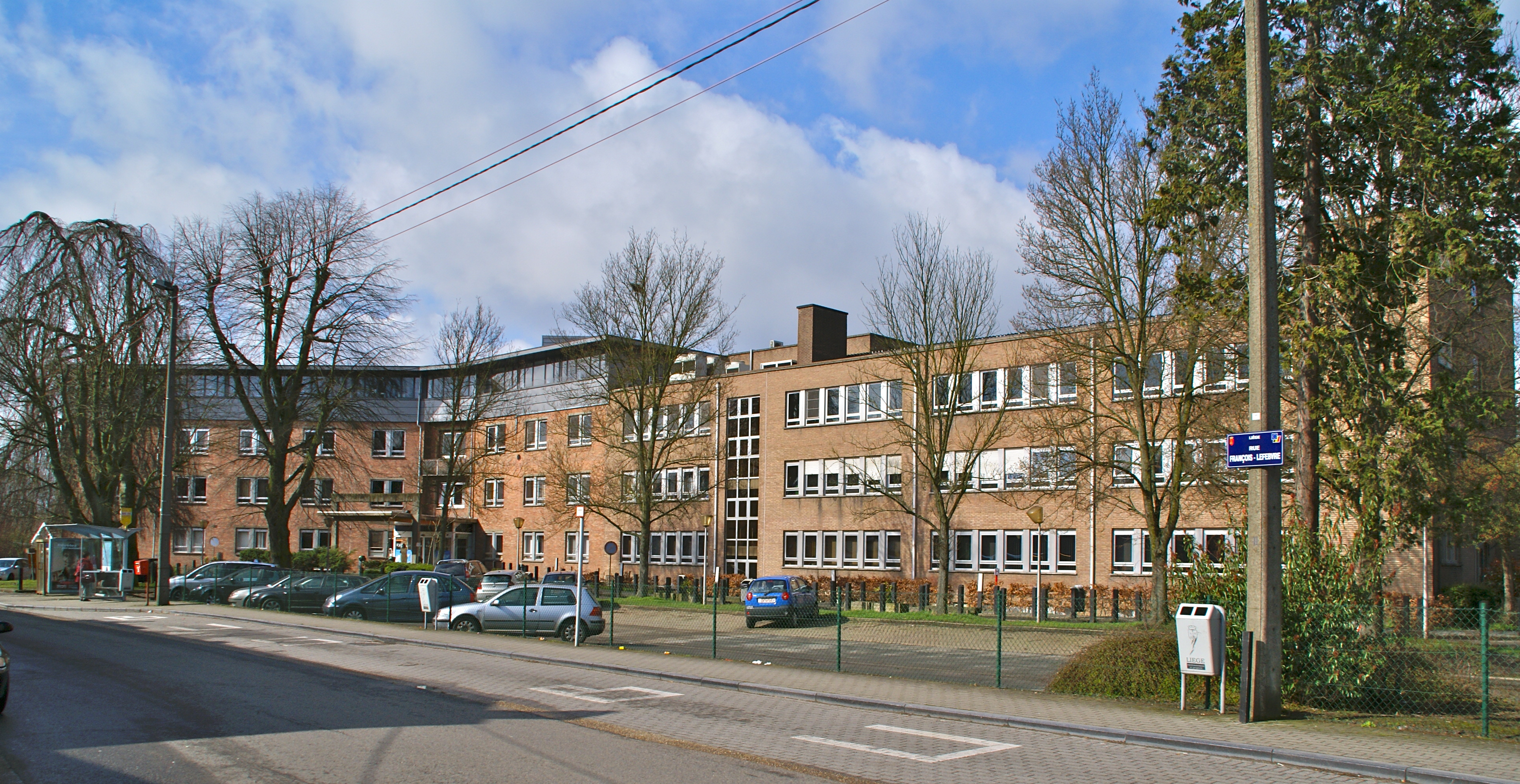
Casa de Maternitat Sant Vicenç
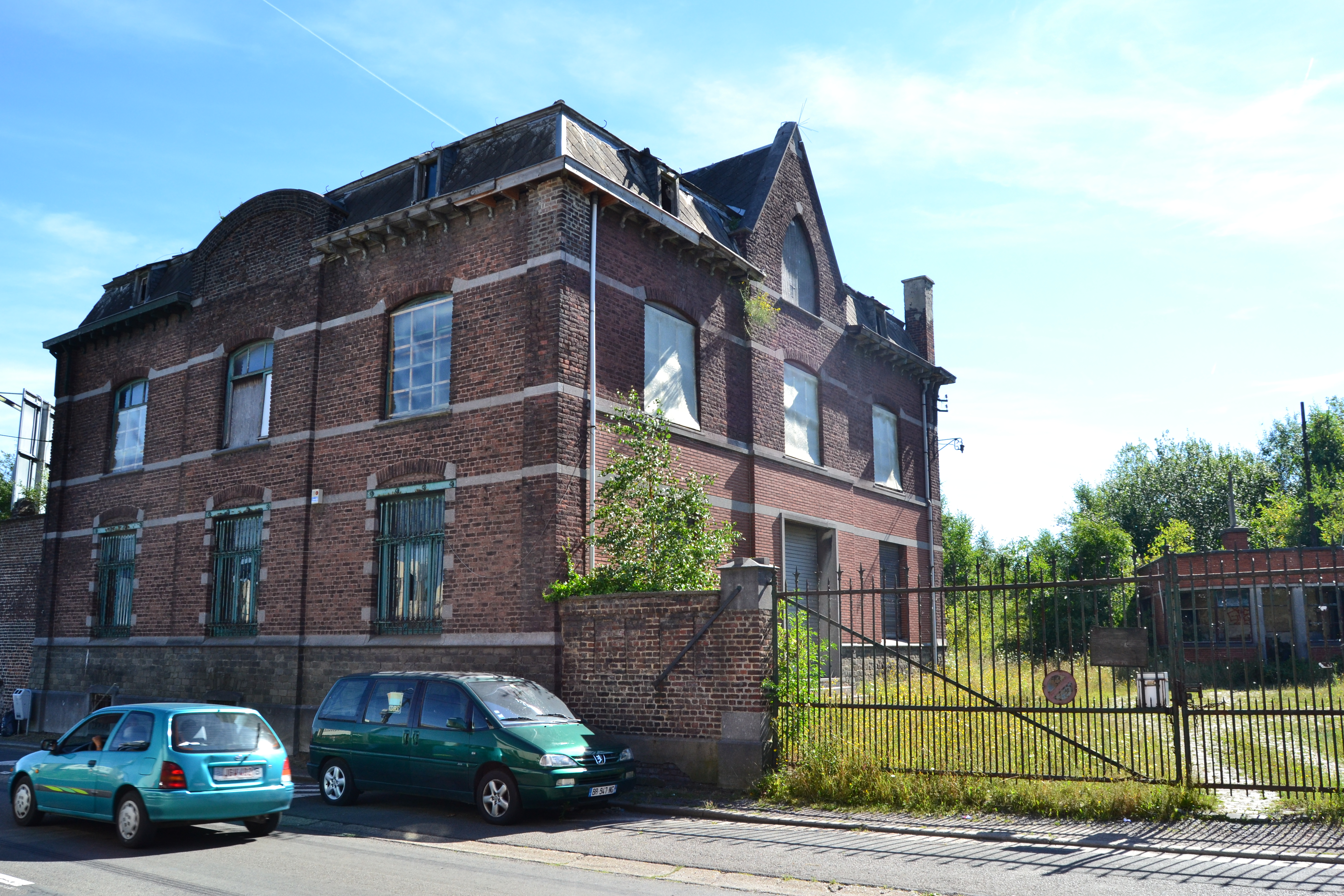
Antiga seu administrativa de la mina de carbó

## Fills i filles predilectes de Rocourt
- Marie Gillain, actriu.
- David Goffin, tennista.
- Robert Waseige, futbolista